# 中華民國—聖文森及格瑞那丁關係
中華民國—聖文森及格瑞那丁關係是指中華民國與聖文森及格瑞那丁之間的外交關係。

## 歷史
1981年8月15日，聖文森及格瑞那丁總理卡拓(Milton Cato)訪華，與當時中華民國行政院長孫運璿簽署聯合公報及建交聲明，中華民國與聖文森及格瑞那丁建交。
1983年3月24日，中華民國政府於在聖文森首府金斯敦設立大使館，首任大使是董宗山，為駐聖文森兼使，自2003年起改為專使。
2019年8月8日，聖文森政府於台北設立大使館，為該國在亞洲第一個大使館。

### 邦交挑戰
2016年8月，原本與中華民國友好的聖文森反對黨新民主黨由其黨魁尤斯特（Arnhim Eustace）在臨時記者會宣布，未來新民主黨若執政就會與中華人民共和國建交。同年10月，總統蔡英文與聖文森總理龔薩福在國慶酒會中一路同行，用實際行動為兩國斷交闢謠。其後尤斯特辭去該黨黨魁，新任黨魁戈德温·弗雷迪（Godwin Friday）在2019年7月蔡英文訪問聖文森後發表的聲明中顯示該黨傾向外交轉向的立場似乎沒有改變，中華民國外交部長吳釗燮則在立法院接受質詢時表示已掌握相關情形並會透過駐館與新民主黨再進行溝通。

## 高層互訪

### 現任政府高層
國家元首 總督（代表君主）：朵根(Susan Dougan)2019年8月就任
行政首長 總理：(Ralph Everard Gonsalves) 2001年3月就任，2005年12月、2010年12月、2015年12月、2020年11月連任，任期5年
國會首長 議長：(Rochelle Forde) 2020年11月就任

#### 訪中華民國團(1991/01後)
| 國家元首                                   | |               |
| 總督安卓巴斯 (Charles James Antrobus)      | 1997/11                                                                                                   |               |
| 總督 (Frederick Nathaniel Ballantyne)      | 2004/05、2008/05                                                                                          |               |
| 總督 (Susan Dougan)                        | 2023/10                                                                                                   |               |
| 行政首長                                   | |               |
| 總理米爾頓·卡拓 (Robert Milton Cato)       | 1981/08                                                                                                   |               |
| 總理 (James Fitz-Allen Mitchell)           | 2000/05                                                                                                   |               |
| 總理 (Ralph Everard Gonsalves)             | 2001/05、2003/09、2004/10、2006/06、2007/07、2008/07、2011/04、2012/05、2016/10、2019/08、2022/08、2024/5 |               |
| 國會議長                                   | |               |
| 議長莫勒 (Montgomery Maule)                | 1991/10                                                                                                   |               |
| 議長 (Louis Straker)                       | 1999/03                                                                                                   |               |
| 議長汉德里克·亞力山大 (Hendrick Alexander) | 2001/10、2009/11                                                                                          |               |
| 議長 (Jomo Sanga Thomas)                   | 2016/10*                                                                                                  | *陪同總理訪華 |

#### 中華民國訪團(1991/01後)
| 國家元首         |         |  |
| 總統陳水扁       | 2005/09 |  |
| 總統馬英九       | 2013/08 |  |
| 總統蔡英文       | 2019/07 |  |
| 行政首長         |         |  |
| 行政院院長張俊雄 | 2001/09 |  |
| 考試院長         |         |  |
| 院長關中         | 2009/10 |  |

## 兩國合作項目

### 有關兩國政府間簽署合作協定或備忘錄
| 日期           | 簽署                                                           | 備註     |
| -------------- | -------------------------------------------------------------- | -------- |
| 1982年8月31日  | 《農業技術合作協定》                                           | [ 註 1 ] |
| 1992年8月19日  | 《引渡條約》                                                   |          |
| 1995年3月15日  | 《友好條約》                                                   |          |
| 1999年8月13日  | 《關於國際合作發展基金會志工協定》                             | [ 註 2 ] |
| 2005年6月1日   | 《聖文森及格瑞那丁外交及公務護照入境中華民國(台灣)免簽證協定》 |          |
| 2006年9月20日  | 《衛生領域瞭解備忘錄》                                         |          |
| 2009年11月19日 | 《育才計畫瞭解備忘錄》                                         |          |
| 2009年12月17日 | 《投資相互促進暨保護協定》                                     |          |
| 2010年11月8日  | 《資訊通信技術合作協定》                                       | [ 註 3 ] |
| 2012年11月16日 | 《關於洗錢及資助恐怖分子相關金融情資交換協定》                 |          |
| 2016年12月20日 | 《有關移民事務與防制人口販運合作協定》                         | [ 註 4 ] |
| 2017年2月22日  | 《警政合作協定》                                               | [ 註 5 ] |
| 2018年2月1日   | 《糖尿病防治能力建構計畫協定》                                 |          |
| 2018年12月12日 | 《技術合作協定》                                               |          |
| 2019年7月16日  | 《財政合作協定》                                               |          |
| 2022年8月8日   | 《刑事司法互助條約》、《移交受刑人條約》                       | [ 8 ]    |

## 兩國貿易
| 年分 | 貿易總額  | 年增減    | 排名 | 出口至聖文森 | 年增減    | 排名 | 自聖文森進口 | 年增減    | 排名 |
| ---- | --------- | --------- | ---- | ------------ | --------- | ---- | ------------ | --------- | ---- |
| 2022 | 1,019,041 | ▼24.97%   | 192  | 999,575      | ▼26.37%   | 177  | 19,466       | ▲2766.86% | 198  |
| 2023 | 355,747   | ▼65.09%   | 201  | 258,707      | ▼74.12%   | 196  | 97,040       | ▲398.51%  | 180  |
| 2024 | 1,142,876 | ▲221.261% | 189  | 1,095,573    | ▲323.480% | 174  | 47,303       | ▼51.254%  | 234  |

- 中華民國－聖文森主要出口項目：人工呼吸器、合成纖維梭織物、肥料、空氣壓縮機、座椅、液體或粉末噴霧機具等。[10]
- 中華民國－聖文森主要進口項目：頻譜分析儀器、廢紙等。[10]

## 旅遊

持中華民國護照的中華民國公民可以免簽證的方式入境聖文森及格瑞那丁。

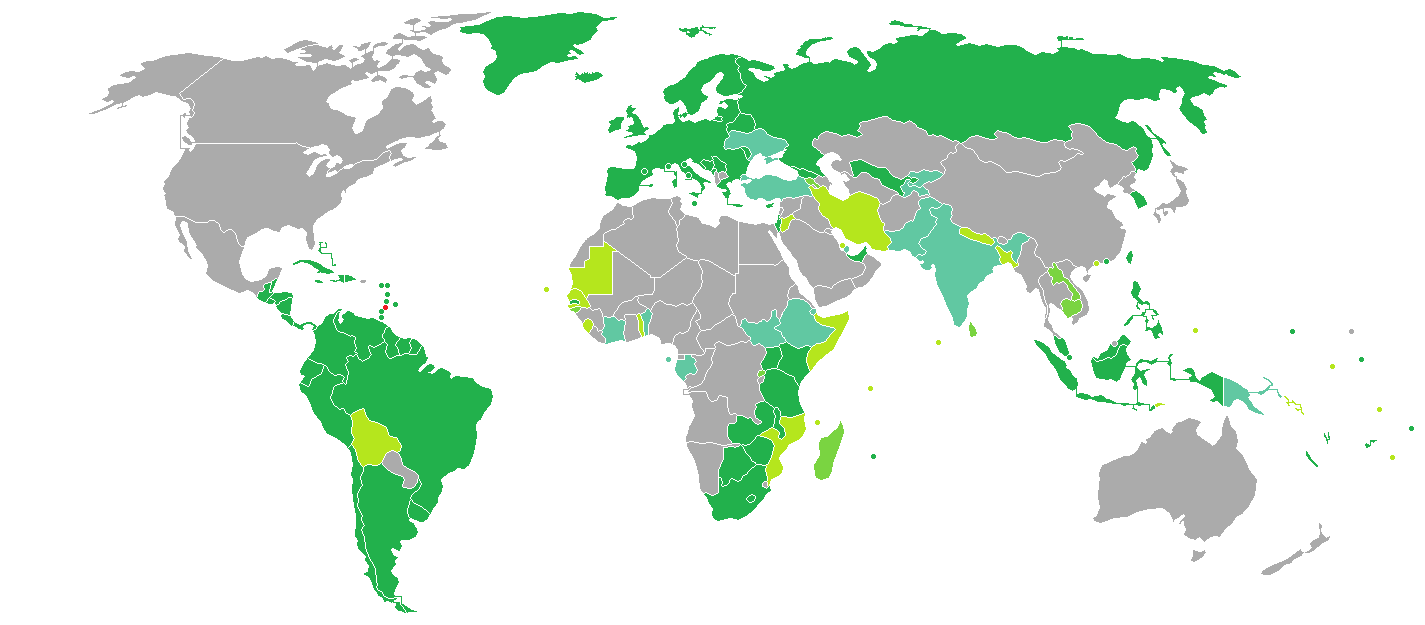
持聖文森及格瑞那丁護照的聖文森及格瑞那丁公民可以免簽證的方式入境中華民國。

### 簽證
持有中華民國護照的中華民國公民可以免簽證的方式入境停留6個月之待遇，惟入境時須出示護照、回程或前往下一目的地之機票及足夠財力。
持聖文森及格瑞那丁護照的聖文森及格瑞那丁公民可以免簽證的方式入境中華民國30日。

### 航空客運
兩國目前無直航班機，來往聖文森及格瑞那丁之客運航線有以下方式：
1.搭乘飛往紐約-甘迺迪、多倫多-皮爾遜班機。
2.在各機場轉機即可到達金斯敦-雅蓋國際機場。
＊上述目的地國際機場為鄰近該國首都或該國最主要樞紐機場，若要前往該國其他國際機場或國內線機場詳見聖文森及格瑞那丁機場。
＊航線會因航空公司營運狀況更改或取消，出發前應與負責該航線的航空公司確認航線及航班，以免影響權益。

## 外部連結
- 中華民國外交部聖文森及格瑞那丁簡介 （页面存档备份，存于） （繁體中文）(Facebook （页面存档备份，存于）、X)

- 中華民國駐聖文森及格瑞那丁大使館 （页面存档备份，存于）（繁體中文）（英文）(Facebook （页面存档备份，存于）  、X)

- 聖文森及格瑞那丁外交部 （页面存档备份，存于）（英文）(Facebook （页面存档备份，存于） 、X )

- 聖文森及格瑞那丁駐中華民國大使館（英文）（繁體中文）(Facebook （页面存档备份，存于）)